# هومن سیدی
هومن سیدی (زادهٔ ۸ آذر ۱۳۵۹) بازیگر و فیلم‌ساز ایرانی است. پس از حضور در چندین فیلم، از جمله چهارشنبه‌سوری (۱۳۸۴) و یک وجب از آسمان (۱۳۸۷)، او نخستین فیلمش آفریقا (۱۳۸۹) را کارگردانی کرد. او برای فیلم خشم و هیاهو (۱۳۹۴) جایزه ویژه هیئت داوران جشنوارهٔ فیلم فجر را کسب کرد. مغزهای کوچک زنگ‌زده (۱۳۹۶) به نویسندگی او سیمرغ بلورین بهترین فیلمنامه را کسب کرد. او همچنین در سال ۱۴۰۱ برای ساخت جنگ جهانی سوم برندهٔ جایزهٔ بهترین فیلم بخش افق جشنوارهٔ بین‌المللی فیلم ونیز شد.

## ابتدای زندگی
هومن سیدی در ۸ آذر ۱۳۵۹ در رشت به دنیا آمد. او فرزند دوم خانواده است و یک خواهر به‌نام هیلدا و دو برادر به‌نام هامون و حامد دارد. پدرش کارمند بازنشسته بانک کشاورزی و مادرش کارمند سابق نیروی دریایی بوده است. یک برادرزاده به نام مبینا دارد. سیدی در سال ۱۳۸۵ با آزاده صمدی ازدواج کرد و در سال ۱۳۹۲ از او جدا شد. او بار دیگر ازدواج کرد و صاحب یک فرزند به نام نیل شد.
هومن سیدی پس از پایان دبیرستان و دریافت دیپلم گرافیک کار خود را با حضور در کلاس‌های انجمن سینمای جوان رشت و ساخت چند فیلم کوتاه آغاز کرد. سپس به تهران آمد و در کلاس‌های بازیگری کارنامه به مدیریت پرویز پرستویی شرکت کرد.

## حرفه

### بازیگری
هومن سیدی در اواسط دهه هشتاد در فیلم یک تکه نان با رضا کیانیان همبازی شد و سپس نقش کوتاهی را در فیلم چهارشنبه‌سوری اصغر فرهادی ایفا کرد. او در پابرهنه در بهشت از بهرام توکلی نقش اصلی را بازی کرد. این فیلم نخستین فیلم بلند بهرام توکلی بود که باعث شناخته‌شدن او شد و سیدی هم نامزدی جایزه بهترین بازیگر نقش اول مرد در جشن خانه سینما شد.

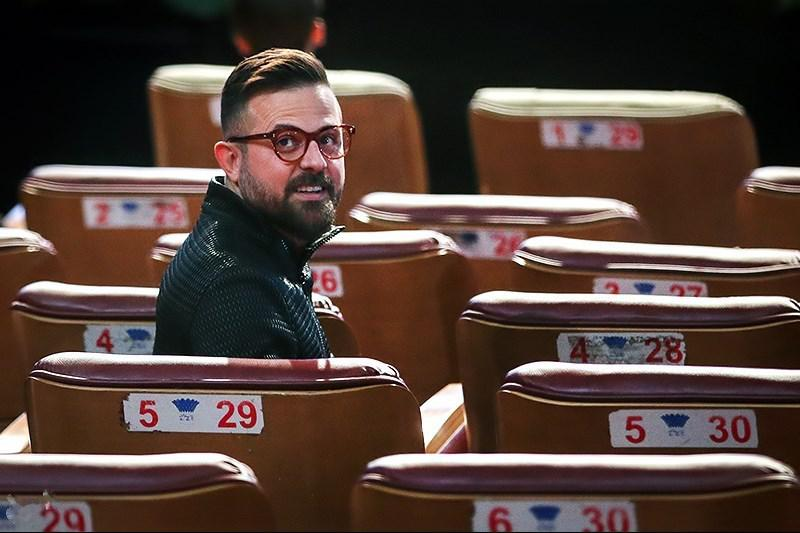
هومن سیدی

هومن سیدی در زمینه تئاتر در همسایه آقا و مشروطه بانو دو اثر حسین کیانی به ایفای نقش پرداخت. از کارهای او در تلویزیون می‌توان به سریال‌های راه بی پایان اثر همایون اسعدیان و تا ثریا ساخته سیروس مقدم و تله فیلم‌های سایاب محمدعلی سجادی و اگر باران ببارد روح‌الله حجازی اشاره کرد. وی با ایفای نقش در سریال عاشقانه توانست بین مردم محبوبیت خاصی به دست بیاورد و می‌توان این سریال را به عنوان موفق‌ترین پروژه سیدی در عرصه بازیگری دانست.
از دیگر فیلم‌هایی که در کارنامه هنری او به چشم می‌خورد، شب بیرون، خط ویژه ساخته مصطفی کیایی، نیمرخ‌ها ساخته ایرج کریمی، در مدت معلوم، پل خواب، مادری، کمدی انسانی، مصادره و طلا ساخته پرویز شهبازی. هومن سیدی برای بازی در فیلم من دیه گو مارادونا هستم جایزه بهترین بازیگر نقش مکمل را از جشنواره فیلم فجر و انجمن منتقدان و نویسندگان سینمای ایران گرفت.

### کارگردانی
هومن سیدی پس از ساخت چند فیلم کوتاه (از جمله ۳۵ متری سطح آب و دندان آبی که به خاطر آن‌ها جوایز بسیاری از جشنواره بین‌المللی فیلم کوتاه تهران گرفت) نخستین فیلم بلند خود را در سال ۱۳۸۹ با نام آفریقا کارگردانی کرد. این فیلم در بیست و نهمین جشنواره فیلم فجر (بخش آثار ویدئویی) جایزه بهترین فیلم و بهترین بازیگر نقش اول زن (آزاده صمدی) را از آن خود کرد.
سیدی به غیر از کارگردانی، به عنوان نویسنده و تدوینگر نیز در این اثر حضور داشت. منتقدان سینمای ایران، آفریقا را در زمرهٔ آثار فیلم نوآر ایران برشمرده‌اند. همچنین برخی هومن سیدی را ادامه‌دهنده سینمای اجتماعی اصغر فرهادی می‌دانند (البته با دکوپاژ و قاب‌بندی‌های متفاوت و غیرکلاسیک). او نویسنده و کارگردان تئاتر روایت ناتمام یک فصل معلق بوده است.
از دیگر فعالیت‌های هومن سیدی آموزش هنرجویان بازیگری در آموزشگاهش است. او در فیلم‌هایش بازیگران تازه‌ای مانند امیر جدیدی، یسنا میرطهماسب، نوید پورفرج، لادن ژاوه‌وند و هامون سیدی را به سینمای ایران معرفی کرد. فیلم‌های هومن سیدی در مقام کارگردان آفریقا، سیزده، اعترافات ذهن خطرناک من، خشم و هیاهو، مغزهای کوچک زنگ زده و جنگ جهانی سوم هستند. فیلم مغزهای کوچک زنگ زده یکی از پرفروش‌ترین فیلم‌های اکران سال نود و هفت در ایران شد.
قورباغه نخستین تجربه سریال سازی اوست که در نمایش خانگی پخش شد و با استقبال بالا و موفقیت چشم‌گیری مواجه شده و صاحب بیشترین تعداد رای یک سریال ایرانی در وب‌سایت IMDb شد.

## زندگی شخصی

### دیدگاه‌های سیاسی
سیدی پس از دریافت جایزهٔ ویژهٔ هیئت داوران جشنوارهٔ فیلم فجر برای سیزده (۱۳۹۱)، جایزه‌اش را به حسن روحانی رئیس‌جمهور وقت ایران تقدیم کرد و او را کسی دانست که «با آمدنش لبخند روی لب‌ها نشست». او چند سال بعد تأسف خود را از این اقدامش اعلام کرد و همزمان با خیزش ۱۴۰۱ ایران در اینستاگرامش نوشت: «این ننگ برای من هیچ‌گاه پاک نخواهد شد. انزجار دارم از خودم، از اینکه ساده‌لوحانه برای فردای بهتر قدمی در مسیر برداشتم. از خود شرمسارم و هیچ‌گاه خود را نخواهم بخشید.».

## جوایز
هومن سیدی پس از موفقیت‌های داخلی و بین‌المللی، از شورای عالی انقلاب فرهنگی دکترای افتخاری دریافت کرد. ساخته‌های او جوایز بسیاری از جشنواره‌های فجر و ورشوی لهستان و جشنواره فیلم پوسان کره جنوبی و شانگهای چین و انجمن منتقدان و نویسندگان سینمایی و جشنواره بین‌المللی فیلم شهر دریافت کرده‌اند (از جمله جایزه بهترین فیلمنامه، بهترین کارگردانی، بهترین فیلم، جایزه ویژه هیئت داوران و بهترین فیلم از نگاه تماشاگران). هومن سیدی در سال ۱۳۹۹ نخستین مجموعه خود را در نمایش خانگی با نام قورباغه کارگردانی کرد.
جنگ جهانی سوم به کارگردانی سیدی جایزه بهترین فیلم بخش افق‌های ۷۹امین جشنواره ونیز را از آن خود کرد.

## فیلم‌شناسی

### سینما
| سال  | فیلم                   | سِمَت      | سِمَت     | سِمَت     | سِمَت    | سِمَت               |
| سال  | فیلم                   | کارگردان | نویسنده | تدوین‌گر | بازیگر | نقش               |
| ---- | ---------------------- | -------- | ------- | ------- | ------ | ----------------- |
| ۱۳۸۳ | یک تکه نان             |          |         |         | آری    | قیس               |
| ۱۳۸۴ | پابرهنه در بهشت        |          |         |         | آری    | یحیی              |
| ۱۳۸۴ | چهارشنبه سوری          |          |         |         | آری    | عبدالرضا          |
| ۱۳۸۵ | آنکه دریا می‌رود        |          |         |         | آری    | سرباز             |
| ۱۳۸۶ | زخم شانه حوا           |          |         |         | آری    | محمود             |
| ۱۳۸۷ | یک وجب از آسمان        |          |         |         | آری    |                   |
| ۱۳۸۹ | آفریقا                 | آری      | آری     | آری     |        |                   |
| ۱۳۸۹ | آزادراه                |          |         |         | آری    | مرتضی             |
| ۱۳۹۱ | سیزده                  | آری      | آری     | آری     | آری    | همسر همسایه بمانی |
| ۱۳۹۲ | خط ویژه                |          |         |         | آری    | کاوه              |
| ۱۳۹۲ | شب بیرون               |          |         |         | آری    |                   |
| ۱۳۹۳ | بوفالو                 |          |         |         | آری    | پیمان             |
| ۱۳۹۳ | در مدت معلوم           |          |         |         | آری    | سعید              |
| ۱۳۹۳ | من دیه‌گو مارادونا هستم |          |         |         | آری    | بابک              |
| ۱۳۹۳ | اعترافات ذهن خطرناک من | آری      | آری     | آری     | آری    | گروگان            |
| ۱۳۹۳ | نیم‌رخ‌ها                |          |         |         | آری    | کاوه              |
| ۱۳۹۳ | پل خواب                |          |         |         | آری    | محسن              |
| ۱۳۹۴ | مادری                  |          |         |         | آری    | سعید              |
| ۱۳۹۴ | اینجا کسی نمی‌میرد      |          |         |         | آری    | اشکان             |
| ۱۳۹۴ | خشم و هیاهو            | آری      | آری     | آری     |        |                   |
| ۱۳۹۵ | کمدی انسانی            |          |         | آری     | آری    | ناظم_مجاهد        |
| ۱۳۹۵ | آذر                    |          |         |         | آری    | صابر              |
| ۱۳۹۶ | مصادره                 |          |         |         | آری    | زکریا             |
| ۱۳۹۶ | مغزهای کوچک زنگ‌زده     | آری      | آری     | آری     |        |                   |
| ۱۳۹۷ | طلا                    |          |         |         | آری    | منصور             |
| ۱۴۰۱ | جنگ جهانی سوم          | آری      | آری     | آری     |        |                   |

### تلویزیون

#### مجموعه‌های تلویزیونی
| سال  | نام مجموعه  | کارگردان                   | پخش از     |
| ---- | ----------- | -------------------------- | ---------- |
| ۱۳۸۶ | راه بی‌پایان | همایون اسعدیان             | شبکه ۳     |
| ۱۳۸۷ | در چشم باد  | مسعود جعفری جوزانی         | شبکه ۱     |
| ۱۳۹۰ | تا ثریا     | سیروس مقدم                 | شبکه ۱     |
| ۱۳۹۰ | سی‌امین روز  | جواد افشار                 | شبکه ۲     |
| ۱۳۹۱ | حیرانی      | کیوان علیمحمدی امید بنکدار | شبکه ۱     |
| ۱۳۹۲ | مهرآباد     | فرید سجادی حسینی           | شبکه تهران |

#### فیلم‌های تلویزیونی
| سال  | عنوان                          | کارگردان      |
| ---- | ------------------------------ | ------------- |
|      | سایاب                          | محمدعلی سجادی |
|      | جادهٔ متروک                     | علی شاه‌حاتمی  |
| ۱۳۹۲ | در آغاز یک روز                 | بهرام توکلی   |
|      | اگر باران ببارد                | روح‌الله حجازی |
|      | سرقت ادبی                      | رضا بهشتی     |
|      | سایه                           | روح‌الله حجازی |
|      | یک لحظه دیرتر (قسمت «بیلیارد») | رضا بهشتی     |
| ۱۳۸۸ | قصه داوود و قمری               | آیدا پناهنده  |
| ۱۳۹۱ | داستان ما، قصه تو              | رضا بهشتی     |
|      | ترم زمستانی                    | رضا بهشتی     |
|      | دونده                          | اصغر هاشمی    |

#### شبکهٔ نمایش خانگی
| سال       | عنوان            | سِمَت                                | کارگردان     | نقش              |
| --------- | ---------------- | ---------------------------------- | ------------ | ---------------- |
| ۱۳۹۵      | عاشقانه          | بازیگر                             | منوچهر هادی  | پیمان رستاگ      |
| ۱۳۹۶      | گلشیفته          | بازیگر                             | بهروز شعیبی  | هومن             |
| ۱۳۹۸–۱۳۹۹ | قورباغه          | بازیگر، کارگردان، نویسنده، تدوینگر | هومن سیدی    | امیرعلی شمس‌آبادی |
| ۱۳۹۹      | گیسو (عاشقانه ۲) | بازیگر                             | منوچهر هادی  | پیمان رستاگ      |
| ۱۴۰۰      | مهمونی           | مهمان                              | ایرج طهماسب  | هومن سیدی        |
| ۱۴۰۱      | سرگیجه           | بازیگر                             | بهرنگ توفیقی | سرکار بدیعی      |
| ۱۴۰۲      | افعی تهران       | بازیگر افتخاری                     | سامان مقدم   | هومن سیدی        |
| ۱۴۰۴–۱۴۰۳ | وحشی             | بازیگر، کارگردان، نویسنده، تدوینگر | هومن سیدی    |                  |

## نمایش‌ها
- ۹۲–۱۳۹۱: روایت ناتمام یک فصل معلق (کارگردان، نمایشنامه‌نویس و بازیگر)، کافه تریای تئاتر شهر و تالار حافظ[۱۴][۱۵]
- ۱۳۹۶: و خداوند،هایم را فراموش کرده است (نمایشنامه‌نویس)، سالن استاد انتظامی خانه هنرمندان[۱۶]

## جوایز و نامزدی‌ها
- سیمرغ بلورین بهترین کارگردانی برای فیلم آفریقا از بیست و نهمین دوره جشنواره فیلم فجر
- جایزه ویژه هیئت داوران برای از سی و دومین دوره جشنواره فیلم فجر برای فیلم سیزده
- سیمرغ بلورین بهترین بازیگر نقش مکمل مرد برای فیلم من دیه گو مارادونا هستم از سی و سومین دوره جشنواره فیلم فجر
- جایزه بهترین کارگردانی برای فیلم سیزده از جشنواره فیلم پوسان
- جایزه بهترین فیلم برای فیلم سیزده از جشنواره بین‌المللی فیلم شانگهای
- جایزه بهترین فیلم برای فیلم سیزده از جشنواره بین‌المللی فیلم ورشو
- جایزه ویژه هیئت داوران برای فیلم اعترافات ذهن خطرناک من در بخش بین‌الملل جشنواره فیلم فجر
- جایزه ویژه هیئت داوران از سی و چهارمین دوره جشنواره فیلم فجر برای فیلم خشم و هیاهو
- نامزد جایزه بهترین فیلم برای فیلم خشم و هیاهو از جشنواره بین‌المللی فیلم شانگهای
- سیمرغ بلورین بهترین فیلم از نگاه هنر و تجربه برای فیلم مغزهای کوچک زنگ زده از سی و ششمین دوره جشنواره فیلم فجر
- سیمرغ بلورین بهترین فیلمنامه برای فیلم مغزهای کوچک زنگ زده از سی و ششمین دوره جشنواره فیلم فجر
- نامزد سیمرغ بلورین بهترین کارگردانی برای فیلم مغزهای کوچک زنگ زده از سی و ششمین دوره جشنواره فیلم فجر
- سیمرغ بلورین بهترین فیلم از نگاه تماشاگران برای فیلم مغزهای کوچک زنگ زده از سی و ششمین دوره جشنواره فیلم فجر
- تندیس حافظ بهترین بازیگر مرد درام برای سریال عاشقانه از هفدهمین جشن حافظ
- نامزد تندیس حافظ بهترین کارگردانی برای فیلم مغزهای کوچک زنگ‌زده در نوزدهمین جشن حافظ
- جایزه بهترین فیلم بخش افق‌های ۷۹امین جشنواره ونیز برای فیلم جنگ جهانی سوم